# Akeley (Minnesota)
Akeley es una ciudad ubicada en el condado de Hubbard en el estado estadounidense de Minnesota. En el Censo de 2010 tenía una población de 432 habitantes y una densidad poblacional de 111,35 personas por kilómetro cuadrado.

## Geografía
Akeley se encuentra ubicada en las coordenadas 47°0′2″N 94°43′42″O / 47.00056, -94.72833. Según la Oficina del Censo de los Estados Unidos, Akeley tiene una superficie total de 3.88 km², de la cual 3.81 km² corresponden a tierra firme y (1.8 %) 0.07 km² es agua.

## Demografía
Según el censo de 2010, había 432 personas residiendo en Akeley. La densidad de población era de 111,35 hab./km². De los 432 habitantes, Akeley estaba compuesto por el 94.91 % blancos, el 0.23 % eran afroamericanos, el 2.08 % eran amerindios, el 0.93 % eran asiáticos, el 0 % eran isleños del Pacífico, el 0 % eran de otras razas y el 1.85 % pertenecían a dos o más razas. Del total de la población el 1.16 % eran hispanos o latinos de cualquier raza.